# Estreito (kommun)
Estreito är en kommun i Brasilien.   Den ligger i delstaten Maranhão, i den centrala delen av landet, 1 000 km norr om huvudstaden Brasília. Antalet invånare är 35 738.
Omgivningarna runt Estreito är huvudsakligen savann. Runt Estreito är det glesbefolkat, med 9 invånare per kvadratkilometer.